# TSV Victoria Linden
Maillots
Actualités
Dernière mise à jour : 12 janvier 2023.
TSV Victoria Linden est un club allemand de rugby à XV basé à Hanovre. Il participe à la 1. Bundesliga pour la saison 2022-2023.

## Histoire
Le TSV Victoria Linden est l'une des équipes fondatrices de la Rugby Bundesliga  en 1971. Il est actuellement le club le plus titré avec 8 victoires.

## Palmarès
- Vainqueur de la Rugby Bundesliga en 1972, 1975, 1987, 1989, 1992, 1993, 1994 et 1996